# Concatedral de San Miguel Arcángel (Sarno)
La Concatedral de San Miguel Arcángel o simplemente Catedral de Sarno (en italiano: Concattedrale di S. Michele Arcangelo) Es una catedral católica dedicada a San Miguel en Sarno, un municipio en la provincia de Salerno, región de Campania, Italia. Antigua sede de los obispos de Sarno, desde 1986 es concatedral de la diócesis de Nocera Inferiore-Sarno.
Había una iglesia en el sitio, dedicada a San Miguel, antes de 1066, cuando se convirtió en una catedral. Una nueva iglesia fue erigida en 1620, aunque el presbiterio era un siglo más viejo. Hoy en día solo el campanario conserva elementos arquitectónicos románicos en las ventanas y el techo. Después del daño causado por la erupción de 1631, fue restaurada.
La iglesia contiene obras de Angelo Solimena y su estudio, incluyendo las pinturas del techo. El techo de la sacristía también fue pintado al fresco en el siglo XVIII.

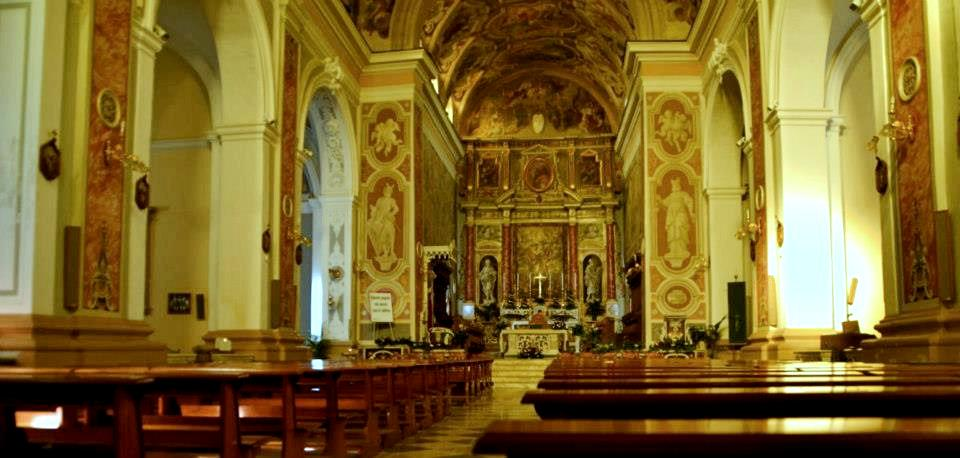
Vista interna